# Девилс Лејк (Северна Дакота)
Девилс Лејк (енгл. Devils Lake) град је у америчкој савезној држави Северна Дакота.

## Демографија
По попису из 2010. године број становника је 7.141, што је 81 (-1,1%) становника мање него 2000. године.
| Група             | 2000.         | 2010.         |
| Белци             | 6.426 (89,0%) | 5.879 (82,3%) |
| Афроамериканци    | 16 (0,2%)     | 37 (0,5%)     |
| Азијати           | 20 (0,3%)     | 30 (0,4%)     |
| Хиспаноамериканци | 40 (0,6%)     | 96 (1,3%)     |
| Укупно            | 7.222         | 7.141         |